# Pablo Donoso
Pablo Donoso Prado (ur. 3 grudnia 1984 roku w Santiago) – chilijski kierowca wyścigowy.

## Kariera
Donoso rozpoczął karierę w wyścigach samochodowych w 2000 roku od startów w Argentyńskiej Formule Renault. Z dorobkiem siedemnastu punktów uplasował się tam na dziewiętnastej pozycji w klasyfikacji generalnej. Rok później zajął tam siódme miejsce, a dwa lata później jedno zwycięstwo i pięć miejsc na podium pozwoliło mu zdobyć tytuł wicemistrza serii. W późniejszych latach pojawiał się także w stawce World Series by Nissan, World Series Light, Star Mazda, USAC National Silver Crown, Firestone Indy Lights, Nissan Tiida Cup Chile oraz Chilijskiej Formuły 3 (mistrz w 2011).
W World Series by Nissan startował w latach 2003-2004. W pierwszym sezonie uzyskał trzy punkty, które dały mu 23 miejsce w końcowej klasyfikacji kierowców. Rok później z dorobkiem pięciu punktów był dziewiętnasty.